# StreetDance 2
StreetDance 2 ist ein 3D-Tanzfilm aus dem Jahr 2012. Er stellt eine Fortsetzung der 3D-Tanzfilm-Reihe dar, die 2010 mit StreetDance 3D startete.
Das Regieteam Max Giwa und Dania Pasquini filmte mit den Schauspielern Falk Hentschel, George Sampson, Tom Conti und Sofia Boutella in Berlin, London, Paris und Rom.

## Handlung
Der Popcorn-Verkäufer Ash ist begeisterter Street-Dancer. Bei einer Show der Crew Invincible rennt er auf die Bühne um sich zu batteln. Ash aber stolpert und wird vom Publikum ausgepfiffen, jedoch interessiert sich der Nachwuchs-Manager Eddie für ihn. Er hilft ihm, eine internationale Tanz-Crew mit Tänzern aus ganz Europa zusammenzustellen. Sie üben in Paris, um sich mit Invincible beim Final Clash zu messen. In der Pariser Szene fällt Ash die Latino-Tänzerin Eva auf. Er kann sie dazu bringen, ihre Tanzeinlagen bei seiner Crew einzubringen. Auch ist eine Paartanz-Figur geplant, bei der sich Ash und Eva näher kommen. Schließlich werden sie ein Paar.
Spontan willigt Eva einem Battle zu, um ihre neuen Schritte vor Publikum zu testen. In dem Underground-Club jedoch sagt Ash spontan die Latino-Moves mit seiner Freundin ab, da er sie für unpassend hält. Verbittert verlässt Eva das Projekt und die gesamte Aktion droht zu scheitern. Als Evas Onkel Manu plötzlich Atemprobleme hat, bringt ihn Ash ins Krankenhaus. Hier sehen sich Ash und Eva wieder und Manu bittet die beiden zu tanzen. Ash und seine Crew erreichen die riesige Tanzarena, stehen aber vor verschlossener Türe. Sie verkleiden sich alle als Popcorn-Verkäufer und fordern schließlich die Crew Invincible zum Battle auf. Nach kurzer Zeit erscheint auch Eva, und die Latin-Einlage kann vor einem begeisterten Publikum gezeigt werden, so dass die Ash und seine „Popcorn-Crew“ zum Sieger gekürt werden.

## Produktion, Veröffentlichung
Der Film wurde, wie auch sein Vorgänger, von Vertigo Films produziert.
StreetDance2 startete am 30. März 2012 in Großbritannien und wurde am 7. Juni 2012 in die deutschen Kinos gebracht. Am 23. November 2012 wurde er in Deutschland in 2D auf DVD, 3D als Blu-ray veröffentlicht.

## Kritiken
Filmstarts.de bewertet den Film mit 3 von 5 Sternen und stufte StreetDance 2 als „streckenweise spektakulären 3D-Tanzfilm“ ein.
Das Magazin Time Out betonte, dass beim Film neben „ein paar komödiantischen Einlagen und einer routinierten Romanze“ der Fokus auf den „sehr beeindruckenden“ 3D-Tanzszenen liege.
Wolfgang M. Schmitt (Die Filmanalyse) lobte die politische Botschaft des Films: „Der Tanz ist hier nicht Tanz um seiner selbst willen, wir sollten den Tanz vielmehr allegorisch lesen, als Ausdruck für die politische Bewegung. […] Die verlorene Generation von Tänzern bzw. Demonstranten will nicht länger ihr Schicksal in einer globalisierten Welt hinnehmen. Sie wollen nicht länger in einer Welt der unregulierten Finanzmärkte und der ohnmächtigen Parlamente leben.“